# Andimaky Manambolo
Andimaky Manambolo est une commune urbaine malgache située dans la partie nord-ouest de la région du Menabe.